# Habib Bamogo
Habib Bamogo (ur. 8 maja 1982 w Paryżu) – burkiński piłkarz występujący na pozycji napastnika.
Jego rodzice pochodzą z Wybrzeża Kości Słoniowej i Burkina Faso.